# Tovmaci, Kameanka-Buzka
Tovmaci (în ucraineană Товмач) este un sat în comuna Derniv din raionul Kameanka-Buzka, regiunea Liov, Ucraina.

## Demografie
Componența lingvistică a localității Tovmaci
     Ucraineană (100%)
Conform recensământului din 2001, toată populația localității Tovmaci era vorbitoare de ucraineană (100%).